# Суково (Весьегонский район)
Суково — деревня в Весьегонском муниципальном округе Тверской области.

## География
Деревня находится в северо-восточной части Тверской области на расстоянии приблизительно 14 км на юг по прямой от районного центра города Весьегонск.

## История
Известна с 1562/63 годов, когда она (тогда сельцо) было заложено Андреем и Иваном Васильевичами Рыкуновыми московскому Симонову монастырю. Дворов было 75 (1859 год), 111 (1889), 150 (1931), 86 (1963), 58 (1993), 37(2008),. До 2019 года входила в состав Чамеровского сельского поселения до упразднения последнего.

## Население
Численность населения: 488 человек (1859 год), 572(1889), 571 (1931), 246 (1963), 125 (1993),, 102 (94 % русские) в 2002 году, 45 в 2010.